# Роџер Мур
Сер Роџер Мур (14. октобар 1927 – 23. мај 2017) био је енглески глумац најпознатији по улози британског тајног агента Џејмса Бонда у седам филмова од 1973. до 1985. године, почев од филма Живи и пусти друге да умру. Пре Бонда глумио је главног јунака Сајмона Темплара у телевизијској серији Светац од 1962. до 1969. године и имао је значајније улоге у неким америчким телевизијским емисијама и филмовима крајем 1950-их и почетком 1960-их, укључујући мењање Џејмса Гарнера у улози Боа Маверика у серији Maverick од 1960. до 1961. године. Мур је глумио са Тонијем Кертисом у телевизијској серији The Persuaders од 1971. до 1972. године, а имао је улоге у бројним позоришним комадима током 1970-их и 1980-их.
Мур је био амбасадор добре воље Уницефа од 1991. године а краљица Елизабета II прогласила га је витезом 2003. године. У 2007. години добио је звезду на Холивудској стази славних за рад у телевизији и филму. У 2008. години Француска влада га је одликовала орденом уметности и литературе.

## Младост
Роџер Мур рођен је 14. октобра 1927. године у Стоквелу у Лондону. Био је син јединац Џорџа Мура (1904-1997), полицајца шкотског порекла, и Лилијан "Лили" (рођена Поп, 1904-1986). Његова мајка рођена је у Колкати у Индији, у енглеској породици. Похађао је Батерсову гимназију, али је током Другог светског рата евакуисан у Холсворти у Девону, и похађао колеџ у Корнволу. Школовање је наставио у гимназији Др Чалонер у Амершаму у Бакингемширу.
Мур је био приправник у студију за анимацију, али је отпуштен након што је погрешио са неким анимационим ћелијама. Када је његов отац истражио крађу у кући режисера Брајана Дезмонда Херста, Мур је представљен редитељу и ангажован као статиста у филму  Цезар и Клеопатра. Док је био тамо, Мур је привукао пажњу обожаватељкама, а Харст је одлучио да плати Муру часове на Краљевској академији драмске уметности. Мур је провео три семестра на академији, где је био у разреду са својом будућом колегиницом у филмовима о Бонду Лоис Максвел, која је глумила гђицу Манипени. У том периоду, он је развио средњоатлантски акцент и опуштено понашање, који су постали његов заштитни знак.
Са 18 година, убрзо након завршетка Другог светског рата, Мур је регрутовао у националну војску. Дана 21. септембра 1946. године, ангажован је у Војном корпусу Краљевске војске као потпоручник. Његов службени број био је 372394. Био је официр у одељку Комбиноване службе у забавној секцији, и на крају је постао капетан заповедништва малог складишта у Западној Немачкој. Тамо се бринуо о забавама за оружане снаге које су пролазиле кроз Хамбург.

## Каријера

### Почетак (1945–1951)
Мур је имао неколико раних некредитованих улога у филмовима Perfect Strangers, Клеопатра и Цезар (оба из 1945), Gaiety George, Piccadilly Incident (оба из 1946) и Trottie True (1949) у ком се појавио заједно са такође некредитованим Кристофером Лијем.
Почетком 1950-их Мур је радио као модел, појављивао се у штампаним рекламама за плетену одећу (и добио је надимак "The Big Knit") и широк спектар других производа као што је паста за зубе - посао који су многи критичари искористили за наглашавање његових лаких акредитива као глумца.
У својој књизи Last Man Standing: Tales from Tinseltown, Мур наводи да је његово прво телевизијско појављивање било 27. марта 1949 у емисији The Governess Патрика Хамилтона, која је емитована уживо (као што је то било уобичајено у то доба), у којој је играо споредну улогу Боба Друа. Остали глумци у представи били су Клив Мортон и Бети Ен Дејвис.
Имао је малу улогу на ТВ-у у A House in the Square, а затим је имао некредитоване улоге у филмовима, укључујући Paper Orchid и The Interrupted Journey (оба из 1949). Играо је улогу детектива на ТВ-у и појавио се у филмовима One Wild Oat и Honeymoon Deferred (оба из 1951).

### Одлазак у Сједињеним Америчким Државама (1952–1953)
Мур је отпутовао у Сједињене Државе и почео да ради на телевизији. Појавио се у адаптацијама Јулија Цезара и Black Chiffon, и у две епизоде Robert Montgomery Presents, као и у телевизијском филму The Clay of Kings (све 1953. године). У марту 1954. године, потписао је дугорочни уговор са Метро-Голдвин-Мејером.

### МГМ (1954–1956)
Мур је започео рад за МГМ малом улогом у филму Кад сам последњи пут видео Париз (1954), у сцени у којој флертује са Елизабет Тејлор.
Појавио се у филму Interrupted Melody, биографском филму о опоравку оперске певачице Марџори Лоренс од полиома, у ком је играо трећу по важности улогу поред Глена Форда и Еленоре Паркер као Марџорин брат Кирил. Исте године играо је споредну улогу мегданџије у филму The King's Thief у ком су главне улоге играли Ен Блајт, Едмунд Пердом, Дејвид Нивен и Џорџ Сандерс.
У филму Diane (1956), Мур је опет играо трећу улогу по важности, овог пута иза Лане Тарнер и Педра Армендарица. Радња филма се одвија у 16-ом веку у Француској а Мур глуми принца Анрија, будућег краља. Мур је отпуштен из МГМ-а након две године након критичког и комерцијалног неуспеха филма.

### Без уговорних обавеза иАјванхо(1957–1959)
Мур је једно време био слободан, појављујући се у епизодним улогама у Ford Star Jubilee (1956), Lux Video Theatre (1957) и Matinee Theatre' (1957).
Муров први успех била је улога јунака, Сер Вилфреда од Ајванха, у серији Ајванхо (1958-1959), слободну адаптацију истоименог романа из 1819. писца Волтера Скота, у којој се радња одвија у периоду 12. века током владавине Ричарда I, и бави се сукобом Ајванха и принца Јована. Снимање је углавном обављено у Енглеској у "Elstree Studios" и Бакингемширу, а део серије је снимљен у Калифорнији због партнерства са Коламбија пикчерсом. Намењена млађој публици, пилот епизода је снимљена у боји, што је одраз релативно високог буџета за британску дечју авантуристичку серију тог периода, али следеће епизоде су биле црно-беле. Кристофер Ли и Џон Шлесинџер имали су гостујуће улоге у серији, а редовну глумачку екипу чинили су Роберт Браун (који је 1980-их играо улогу М у неколико филмова о Бонду) у улози штитоноше Гурта, Питер Гелмор као Валдо Ајванхо, Ендру Кајр као принц Јован и Брус Сетон као краљ Ричард. Мур је на снимању доживео прелом ребара од ударца секиром у његов витешки оклоп, а касније се присетио: "Осетио сам потпуно Чарлија како јаше унаоколо у свом том оклопу и проклето глупој кациги. Осећао сам се као средњовековни ватрогасац. "

### Ворнер брос
Након тога, провео је неколико година углавном снимајући једнократне улоге у телевизијским серијама, укључујући епизоду у серији Alfred Hitchcock Presents из 1959. године која је названа "The Avon Emeralds". Потписао је још један дугорочни уговор за студио, овог пута за Ворнер брос.
У 1959. години, играо је главну улогу у филму The Miracle, филмској верзији представе Das Mirakel за Ворнер брос, у коме је Карол Бејкер играла улогу калуђерице. Дирк Богард је одбио улогу у филму. У истој години, Мур се појавио у епизоди "The Angry Young Man" у телевизијској серији The Third Man у којој је глумио криминалца Мајкла Ренија, улогу коју је у филмској верзији играо Орсон Велс.

#### The Alaskans(1959–1960)
Мур је играо главну улогу у телевизијској вестерн серији The Alaskans (1959–1960), у којој су глумили и Дороти Провајн као Роки, Џеф Јорк као Рено и Реј Дантон као Нифти. Серија је трајала једну сезону са 37 епизода од по сат времена приказиваних недељом увече. Иако је радња серије смештена у Скагвеју у хладној Аљасци, са фокусом на златну грозницу око 1896. године, серија је снимана на врућем студијском терену Ворнер броса у Холивуду са глумцима који су носили капе и капуте. Мур је сматрао да је његов рад био врло напоран, а његова афера са Дороти је још више искомпликовала снимање.
Потом се појавио у дводелној епизоди "Right Off the Boat" крими драме The Roaring 20s, са Рексом Ризоном, Џоном Денером, Геријем Венсоном и Дороти Провајн.

#### Маверик(1960–1961)
У јеку серије The Alaskans, Мур је глумио Боа Маверика, енглеског рођака коцкара Брета Маверика (Џејмс Гарнер), Барта Маверика (Џек Кели) и Брента Маверика (Роберт Колберт) у још успешнијој вестерн серији Маверик. Шон Конери је долетео из Британије како би размотрио улогу, али је одустао.
Мур се појавио као лик у 14 епизода након што је Гарнер напустио серију на крају претходне сезоне, носећи неке Гарнерове костиме. Док је снимао The Alaskans већ је рецитовао већи део Гарнеровог дијалога, јер је серија често садржала скрипте Маверика, мењајући само имена и локале. Такође је снимио епизоду Маверика са Гарнером две сезоне раније, у којој је глумио другог лика. У епизоди, Муров и Гарнеров лик заменили су међусобно идентитете, а Мур се после тога представљао као "Брет Маверик" током већег дела епизоде.
Муров деби као Бо Маверик догодио се у првој епизоди четврте сезоне 1960–1961 под називом "The Bundle From Britain". Роберт Алтман написао је и режирао "Bolt from the Blue", епизоду у којој је Вил Хачинс глумио пограничног адвоката, сличног његовој улози у серији Sugarfoot, а у епизоди је пронашао Боа помешаног са пљачкашима банке које су глумили Ли ван Клиф и Џон Карадин. По напуштању серијала, Мур је као главни разлог своје одлуке о одласку навео пад квалитета сценарија након Гарнерове ере, и ниже оцене које је серија добијала од критичара. Мур је првобитно био предвиђен за наступ са Џеком Келијем и Робертом Колбертом у серији, али када се Колберт појавио у својој првој епизоди, Мур је већ био напустио серију. Међутим, постоје бројни снимци Келија, Мура и Колберта који заједно позирају.
Мур је још био под уговором са Ворнером, када је глумио у филмовима The Sins of Rachel Cade (1961), у ком је глумила и Енџи Дикинсон, и Gold of the Seven Saints (1961), у ком је глумио са Клинтом Вокером. Потом је отишао у Италију да снима филм Romulus and the Sabines (1961).

### Светац(1962–1969)
Мур је глумио лик Симона Темплара у новом издању серије Светац, базираној на новели Леслија Чартериса. Мур је у интервјуу 1963. рекао да жели да купи права на лик. Такође се нашалио да је улога требала бити намењена Шону Конерију, који је био недоступан. Телевизијска серија снимљена је у Великој Британији са погледом на америчко тржиште, а њен успех тамо (и у другим земљама) учинио је Мура славним. Почетком 1967. постигао је међународну славу. Серија је такође успоставила његов углађени, шаљиви стил који је пренео Џејмсу Бонду. Мур је наставио да режира неколико епизода касније серије, која је у боји прешла у 1967. години.
Светац је приказиван од 1962. године у шест серијала са 118 епизода. Мур се на крају уморио од улоге и желио је да напусти серију.

### Након серијеСветац(1969–1971)
Снимио је два филма одмах по завршетку серије: Crossplot (1969), лагани шпијунски филм, и The Man Who Haunted Himself (1970). Режисер Василије Дерден, дао је прилику Муру да покаже већу свестраност него што му је улога Симона Темплара допуштала. У 2004. години Мур је рекао за The Man Who Haunted Himself: ""То је био један од ретких случајева када ми је било дозвољено да глумим ... Многи кажу да је моја најбоља улога била у The Man Who Haunted Himself. Будући да сам скроман глумац, нећу се сложити."

### СеријаThe Persuaders!(1971–1972)
Лоу Грејд је убедио Мура да глуми заједно са Тонијем Кертисом у серији The Persuaders!. У серији су биле представљене авантуре два милионера плејбоја широм Европе. Муру је плаћена тада нечувена сума од милион фунти за једну годину снимања, што га чини најплаћенијим телевизијским глумцем на свету. Лоу Грејд је у својој аутобиографији Still Dancing, написао да са Муром и Кертисом "није баш погодио". Кертис је одбијао да троши више времена на сету него што је било неопходно, док је Мур увек био спреман да ради прековремено.
Према коментару на ДВД издању, ни Роџер Мур, као некредитирани копродуцент, нити Роберт С. Бејкер, заслужни продуцент, никада нису имали писани уговор са Лоуом Грејдом. Продуцирали су читаве 24 епизоде без иједне писане речи која је гарантовала да ће икада бити плаћени.
Серија није успела у Сједињеним Државама, где су права продата телевизији Еј-Би-Си, али је била успешна у Европи и Аустралији. У Немачкој, где је серија емитована под именом Die Zwei ("Двојица"), постала је хит захваљујући посебно забавној синхронизацији која је једва користила преводе оригиналног дијалога. Такође је била популарна у Британији, мада је током премијере на ИТВ мрежи била рејтингом гледаности репризе серије Летећи циркус Монтија Пајтона на Би-Би-Си вану. Канал 4 је репризирао The Persuaders! у 1995. години. Отада је серија издавана на ДВД-ју, док су у Француској, где је серија била приказивана под називом Amicalement Vôtre, од почетка били популарни, а ДВД издања су излазила уз истоимени месечни магазин .

### Улога Џејмса Бонда (1973–1985)

#### Живи и пусти друге да умру(1973)
Због своје посвећености улогама у неколико телевизијских серија, посебно у серији Светац, Роџер Мур је био недоступан за филмове о Џејмсу Бонду. У серији Светац је учествовао као глумац, продуцент и редитељ, а био је укључен и у развој серије The Persuaders!. У 1964. години појавио се као Џејмс Бонд у комичној серији Mainly Millicent, Мур је у својој аутобиографији My Word Is My Bond (2008) изјавио да му није било допуштено да глуми лик у филму Доктор Но, нити да је осећао да је икада разматран за улогу. Тек након што је Шон Конери 1966. године изјавио да више неће играти Бонда, Мур је постао свестан да би могао бити кандидат за улогу. Након што је Џорџ Лејзенби глумио Бонда у филму из 1969. године  У тајној служби Њеног величанства а Конери поновио улогу Бонда у филму Дијаманти су вечни (1971), Мур није разматрао могућност док му се није учинило да је Конери коначно одустао од Бонда. Тада је Мур започео преговоре и прихватио је понуду продуцента Алберта Броколија у августу 1972. године. У својој аутобиографији Мур је написао да је морао да скрати косу и смрша због улоге. Иако му је напоменуто да мора извршити те промене, коначно је глумио Џејмса Бонда у филму Живи и пусти друге да умру (1973).
Мур је потом глумио у филму Gold (1974), базираном на роману Вилбура Смита, продуцента Мајка Кленгера и режисера Питера Р. Ханта (који је имао монтажерску улогу у првих пет филмова о Бонду и режирао је филм  У тајној служби Њеног величанства). Плаћено му је 200.000 америчких долара плус проценат од зараде.

#### Човек са златним пиштољем(1974)
Мур је поновио улогу Бонда у филму Човек са златним пиштољем (1974), који је био хит, иако мање успешан од претходног филма Живи и пусти друге да умру. У њему је Кристофер Ли глумио главног негативца. Такође су глумилиБрит Екланд, Ерве Вилшез и Мод Адамс.
Затим је снимио комедију That Lucky Touch (1975), која је прошла катастрофално на благајнама.
Глумио је у италијанском акционом филму Street People (1976), а затим је отишао у Јужну Африку да сними још један филм у режији Клингера и Ханта по другом роману Вилбура Смита, Shout at the Devil (1976), који је био успешан у Британији, а мање у Сједињеним Америчким Државама. Ли Марвин је играо главну улогу. Такође су глумили Јан Холм, као и Барбара Перкинс.

#### Шпијун који ме је волео(1977)
Мур је трећи пут играо Бонда у филму Шпијун који ме је волео (1977), који је био изузетно успешан на благајнама. У филму је глумила Барбара Бах, као и Ричард Кил у свој првој улози негативца у филмовима о Бонду.
Потом се вратио у Јужну Африку ради снимања трећег акционог филма The Wild Geese (1978), у продукцији Јвана Лојда и режији and directed by Ендруа В. Маклаглена. Био је то значајан хит у Британији и Европи, али као и Shout at the Devil мање успешан у Сједињеним Државама. У филму су глумили и Ричард Бартон, који је имао велики хонорар, и Ричард Харис.
Мур је играо главну улогу у филму Бекство из Атине (1979) који је делимично финансирао Лоу Грејд. Била је то пљачкашка авантура смештена у ратном периоду у Грчкој, глумили су и Тели Савалас и Дејвид Нивен, и доста америчких глумаца међу којима су били Елиот Гулд, Стефани Пауерс, Ричард Рунтре, Сони Боно, и италијанска глумица Клаудија Кардинале. Роџер Мур (са највећим хонораром) играо је шармантног бившег аустријског трговца антиквитетима који је непоштени заповедник логора, замољен је да чува грчке антиквитете од стране Трећег рајха, а пази и на групу археолога који су присиљени да раде, пронађу и обнове те предмете, али он има друге планове за благо које чува и за људе под његовом стражом.

#### Операција_Свемир(1979)
Након успеха његовог четвртог филма о Бонду Операција Свемир (1979), Мур је глумио у акционом филму North Sea Hijack (1980) који је доживео неуспех на благајнама.
Бољи успех је остварио са филмом The Sea Wolves (1980), још једна авантура из периода Другог светског рата која је окупила многе глумце из филма The Wild Geese. Заснован је на истинитој причи о догађају из марта 1943. у Британској Индији и Португалској Индији, у којем је група пензионисаних припадника лаке коњице у Калкути помагала редовним оперативцима британске војске, које су глумили Мур и Грегори Пек, у потапању немачких бродова у неутралној луци Мормугао, све време окружени немачким шпијунима и индијским националистичким сплеткама.
Мур је потом глумио у две комедије: Sunday Lovers (1980), која је претрпела неуспех на благајнама, и The Cannonball Run (1981), који је био хит. У овом другом су учествовали бројни познати глумци: Џеки Чен, Берт Рејнолдс, Дин Мартин, Дом Делуаз, Семи Дејвис млађи и Фара Фосет.

#### Само за твоје очи(1981) иОктопуси(1983)
Мур је по пети пут глумио Бонда у филму  Само за твоје очи (1981). Након овог филма, изразио је жељу да напусти улогу, а бројни глумци су тестирани за улогу, али је Мур на крају поновио улогу Бонда у наредном филму под називом Октопуси (1983).
Појавио се у камео улози главног инспектора Клузоа, представљајући се као позната филмска звезда, у филму Curse of the Pink Panther (1983). Потом је глумио у трилеру The Naked Face (1984), који је написао и режирао Брајан Форбс.

#### Поглед на убиство(1985)
Мур је своју последњу улогу Бонда одиграо у филму Поглед на убиство (1985). Мур је био најстарији глумац који је играо Бонда - имао је 45 година током снимања првог филма о Бонду Живи и пусти друге да умру, а педесет осам када је 3. децембра 1985. објавио повлачење из улоге, коју је играо више од 12 година.
Муров Бонд се веома разликовао од верзије коју је створио Ијан Флеминг. Сценаристи попут Џорџа Макдоналда Фрејзера израдили су сценарије у којима је Мур глумио као искусни, ноншалантни плејбој који би увек имао на располагању трик или геџет када би му затребао. Његова улога је дизајнирана тако да одговара савременом укусу 1970-их. Мурова верзија Бонда била је позната и по смислу за хумор, како је сам Мур рекао: "Моја личност је другачија од претходних Бондова. Нисам баш тај хладнокрвни убица."
У 1987. години био је домаћин Happy Anniversary 007: 25 Years of James Bond.

### Каријера након улоге Бонда (1986–2017)
Мур није глумио пет година након што се повукао из улоге Бонда. У 1990. години појавио се у неколико филмова и у телевизијској серији My Riviera и глумио у филму Bed & Breakfast који је снимљен 1989. године, а такође је имао значајну улогу у филму The Quest, а у 1997. појавио се у комедији Spice World. У 73. години играо је упечатљивог хомосексуалца у филму Лудо крстарење (2002) са Кјубом Гудинг Јуниором
У 2000. години Мур је играо улогу тајног агента у божићном филму Victoria Wood with All the Trimmings, приказаном на Би-Би-Си вану на Божић. Снимајући све своје сцене на Лондонском оку, његова мисија била је елиминација другог агента чија фотографија из датотеке изгледа као Пирс Броснан.
Муре се 2009. године појавио у реклами за Пошту. Године 2010, Мур је дао глас мачки у филму Cats & Dogs: The Revenge of Kitty Galore која се звала Лејзенби, а филм је садржавао неколико референци и пародија на филмовима о Бонду. Мур је 2011. године глумио у филму A Princess for Christmas, а 2012. изашао је на сцену у серији од седам 'Вечери са' у британским позориштима, и у новембру је имао гостујућу улогу у шоу Have I Got News for You. Мурова последња представа на екрану била је 2017. године у кратком наступу при крају римејка филма ‘Светац’.
Године 2015. Муре је проглашен за једног од 50 најбоље обучених британских мушкараца по избору часописа "GQ". У 2015. години, Мур је прочитао Андерсонову бајку "Принцеза на зрну грашка" за апликацију "GivingTales" под покровитељством Уницефа, са другим британским славним личностима, укључујући Мајкл Кејн, Јуан Макгрегор, Џоун Колинс, Шарлот Ремплинг, Пол макена и Мајкл Бол.

## Хуманитарни рад
Мурова пријатељица Одри Хепберн импресионирала га је њеним радом за Уницеф, а он сам је постао Амбасадор добре воље Уницефа у 1991. години. Дао је глас Оцу Божића или 'Деда Мразу' у Уницеф-овом цртаћу из 2004. године The Fly Who Loved Me.
Мур је био укључен у продукцију видеа за организацију "PETA" који протестује против производње и велепродаје фоа граа. Мур је био наратор у видеу. Његова помоћ у овој ситуацији, као и снажно заступање против фоа граа, довело је до тога да робне куће "Selfridges" уклоне фоа гра са својих полица.

## Приватни живот

### Дорн ван Стејн
У 1946. години, када је имао 18 година, Мур се оженио колегиницом са Краљевске академије, глумицом и клизачицом Дорн ван Стејн (рођена Луси Вудард), која је била шест година старија од њега, Мур и Ван Стејн живели су у Стритхему са својом породицом, али напетост због новца и њено неповерење у његову глумачку способност довели су до пропасти брака, током којег је она наводно трпела насиље у породици.

### Дороти Сквајрс
У 1952. години, Мур је упознао велшку певачицу Дороти Сквајрс, која је била 12 година старија од њега, а од Дорне се развео у следећој години. Сквајрс и Мур венчали су се Њујорку. Живели су у Бекслеју, Кент, након њиховог венчања.
Они су се преселили у Сједињене Државе 1954. године како би развили каријеру, али напетост се у њиховом браку развила због разлике у годинама и Муровом афером са колегиницом Дороти Провајн, а они су се вратили у Уједињено Краљевство 1961. године. Сквајрс је током брака претрпела низ побачаја, а Мур је касније рекао да би исход њиховог брака можда био другачији да су могли имати децу.
У њиховој бурној вези, Сквајрс је разбила гитару о његовој глави, а након што је сазнала за његову везу са италијанском глумицом Лујзом Матиоли, која је постала Мурова трећа супруга, Мур је изјавио: "Бацила је циглу у мој прозор. Посегнула је кроз стакло и зграбила ме за кошуљу и посекла је руке... Дошла је полиција и рекла: 'Госпођо, крварите', а она је рекла: 'Моје срце крвари'. " Сквајрс је задржала писма које је Лујза слала Муру и планирала је да их укључи у својој аутобиографији, али пар је добио пресуду против објаве 1977. године, због чега их је Сквајрсова безуспешно тужила због губитка зараде. Бројни правни случајеви које је Сквајрсова покренула против Мура одбачени су 1987. године. Мур је плаћао њене болничке рачуне након лечења од рака 1996. све до њене смрти 1998. године.

### Лујза Матиоли
У 1961. години, током снимања филма Romulus and the Sabines у Италији, Мур је напустио Сквајрсову због италијанске глумице Лујзе Матиоли. Сквајрсова је одбила да прихвати њихово раздвајање и тужила је Мура због губитка брачних права, али Мур је одбио наредбу суда да се врати у Сквајрсовој у року од 28 дана. Сквајрсова је такође разбила прозоре у кући у Француској у којој су живели Мур и Матиоли, а безуспешно је тужила глумца Кенета Мора због клевете, јер је на добротворној свечаности представио Роџера и Лујзу као "Господин Роџер Мур и његова супруга". Мур и Матиоли живели су заједно до 1969. године, када се коначно развео од Сквајрсове, пошто су раздвојено живели седам година. Мур и Матиоли венчали су се у априлу 1969. године у Вестминстеру у Лондон.
Мур је са Матиоли имао троје деце: кћерку Дебору (рођена 1963) и два сина, Џофрија и Кристијана. Џофри је такође глумац, а заједно са оцем појавио се у филму Sherlock Holmes in New York. Џофри и његова супруга Лулу имају две кћери. Муров млађи син, Кристијан, филмски је продуцент.

### Кристина Толстрап
Мур и Матиоли растали су се 1993. године након што је Мур развио осећања према данској социјалисткињи рођеној у Шведској, Кристини "Кики" Толстрап. Мур је касније описао његову дијагнозу карцинома простате 1993. године као "животну промену", због чега је поново преиспитао свој живот и брак. Матиоли и Толстрап дуго су биле пријатељице, али Матиоли ју је презрела у књизи коју је након тога написала о својој вези са Муром, Nothing Lasts Forever, описујући како се осећала изданом од Толстрапове и одбачено од Мура.
Мур је ћутао о разводу од Матиолијеве, касније рекавши да не жели повредити своју децу тако што би се „укључио у рат изјавама“. Мурова деца неко време после развода одбила су да разговарају са њим, али су се касније помирила са оцем. Матиоли је одбила да потпише Муру развод до 2000. године, када је договорена нагодба од 10 милиона фунти. Мур се након тога оженио са Толстраповом у 2002. години. Мур је рекао да воли Толстрапову јер је она била "организована", "спокојна", "вољена" и "мирна", рекавши: "Имам тежак живот. У потпуности се ослањам на Кристину. Када путујемо због посла, она је та која спакује кофере. Кристина води рачуна о свему томе ". Мур је такође рекао да је његов брак са Толстраповом "спокојна веза, без аргумената". Толстрапова је имала кћерку Кристину из претходне везе. Она је изјавила да је очух имао позитиван утицај на њу: "Била сам у тешким везама али све се то променило" када је њена мајка упознала Мура. Кристина је преминула од рака 25. јула 2016. године, када је имала 47 година.

## Политичко опредељење
Што се тиче политике, Мур је изјавио да је конзервативац и мислио је да је конзервативизам прави начин за вођење државе. Би-Би-Си је Мура уочи парламентарних избора у Великој Британији 2001. године навео као славног присталицу Конзервативне партије. Мур је 2011. године дао своју подршку конзервативном премијеру Дејвиду Камерону у вези са његовом политиком према Европској унији, наводећи: 
| „ | Мислим да се и он одлично сналази, упркос противљењу многих чланова сопствене странке. Издајници, ја их тако зовем. Мислим на било ког члана Конзервативне странке који говори против свог вође. Требало би да подржите свог вођу. | ” |

Упркос својој конзервативној политици, Мур је задржао чланство у синдикату "BECTU" до своје смрти, а придружио се као научни техничар за анимацију пре него што је започео глумачку каријеру. Био је члан синдиката са најдужим чланством.

## Пореско изгнанство
Мур је постао порески изгнаник из Уједињеног Краљевства 1978. године, првобитно у Швајцарској, а потом је живео на три локације: апартману у Монте Карлу у Монаку, зимовалишту Кранс-Монтана у Швајцарској, и кући на југу Француске. Мур је постао становник Монака, након што га је кнез Алберт II именовао амбасадором добре воље од Монака због његових напора у међународном промовисању кнежевине. Мур се ругао руском становништву у Монаку рекавши: "Бојим се да смо претрпани Русима. Сви менији ресторана су на руском".
Мур је био гласан у одбрани свог статуса пореског изгнанства, рекавши да су га 1970. године његови „рачуновође, агенти и адвокати“ наговарали да је пресељење у иностранство неопходно јер „никада нећете моћи да уштедите довољно да осигурате да имали сте било какву врсту средстава за живот ако нисте радили "као резултат казнених стопа опорезивања зарађених ненаплаћеним примањима". Мур је 2011. године рекао да његова одлука да живи у иностранству није била "због пореза. То је озбиљан део одлуке. У Енглеску се враћам довољно често да да видим промене... Исплатио сам доспели порез у време када сам зарађивао пристојан приход".

## Здравље
Током свог детињства, Мур је прележао низ болести, укључујући варичеле, морбиле, заушке, упалу плућа и жутицу. Имао је инфекцију препуцијума када је имао 8 година и подвргнут је обрезивању, а уклоњени су му и слепо црево, крајници и ждрелни крајник.
Мур је дуготрајно боловао од камена у бубрегу и као резултат тога је накратко хоспитализован током снимања филма Живи и пусти друге да умру у 1973. години и опет током снимања филма Операција свемир у 1979. години.
У 1993. години Муру је дијагностикован рак простате и успешно је лечен од болести.
У 2003. године Мур се срушио на бини на Бродвеју, и уграђен му је пејсмејкер за третман потенцијално смртоносног спорог откуцаја срца. Дијагностикован му је дијабетес типа 2 у 2013. години. Неколико година пре смрти откривен му је тумор на јетри. У 2017. години, током периода лечења од рака, имао пад у коме је тешко повредио кључну кост.

## Смрт
Мурова породица је објавила његову смрт у Швајцарској, 23. маја 2017. године, након неуспешне друге борбе са раком простате. Умро је у свом дому у Кранс-Монтани, окружен својом породицом.

## Краљевски кругови
Мур је био пријатељ са неколико чланова данске краљевске породице, принцом Јоакимом и његовом тадашњом супругом Александром. Они су позвали Мура и његову жену Кики да присуствују крштењу њиховог најмлађег сина, принца Феликса. Дана 24. маја 2008. године, Мур и његова супруга присуствовали су венчању принца Јоакима са његовом француском вереницом Маријом.
Мур је такође имао дугогодишње пријатељство са шведском принцезом Лилијан, коју је први пут упознао у посети Стокхолму због Уницеф-а. Мурова супруга Кристина, рођена у Шведској, већ је била пријатељица са принцезом Лилијан преко заједничких пријатеља. У својој аутобиографији Мур се присетио сусрета са принцезом, с којом су се виђали на вечерама кад год би он и његова супруга посетили Стокхолм. Говорио је о својим сећањима на принцезиној комеморацији у Енглеској цркви у Стокхолму, 8. септембра 2013. године.
Мур и његова супруга су 1. и 2. јула 2011. године присуствовали венчању кнеза Алберта од Монака и Шарлин Витсток.

## Признања и награде
Мур је добио орден команданта Реда Британског Царства (ЦБЕ) у новогодишњој свечаности 1999. године а унапређен је у витешког команданта Реда Британског Царства (КБЕ) на рођенданској свечаности 2003. године за добротворне услуге, посебно у Уницеф-у и касније у "Kiwanis International". Мур је изјавио: "добијени орден за добротворни рад за мене значи много више него да сам га добио за глуму ... Био сам поносан јер сам га примио у име Уницеф-а у целини и због свега што је постигао током година".
Мур је 11. октобра 2007. године, три дана пре свог 80-ог рођендана, добио звезду на Холивудској стази славних за свој рад на телевизији и у филму. Церемонији су присуствовали породица, пријатељи и Ричард Кил, са којима је глумио у филмовима Шпијун који ме је волео и Операција Свемир. Мурова звезда била је 2,350. постављена по реду, и налази се на локацији 7007 Холивудског булевара.
Дана 28. октобра 2008. године, француска влада је одликовала Мура орденом уметности и литературе. Дана 21. новембра 2012. године Мур је награђен почасним докторатом Универзитета у Хертфордширу за свој изванредан допринос британској филмској и телевизијској индустрији током више од 50 година, посебно филмској и телевизијској продукцији у Хертфордширу.
Након његове смрти, позорница Роџер Мур отворена је у студију "Pinewood" на церемонији која је одржана у октобру 2017. године како би се прославио његов живот и рад. Његова супруга и породица били су присутни заједно са продуцентима Бонда Барбаром Броколи и Мајклом Вилсоном, а гости скупа били су Џоун Колинс, Мајкл Кејн, Стивен Фрај, Тим Рајс и Стефани Пауерс.
У филму из 2018. године My Dinner with Hervé, Мура је играо глумац Марк Умберс.

## Публикације
Мурова књига о снимању филма Живи и пусти друге да умру, заснована на његовим дневницима, под називом Roger Moore as James Bond: Roger Moore's Own Account of Filming Live and Let Die, објављена је у Лондону 1973. године од стране Pan Books-а. Књига укључује признање Шону Конерију, с којим је Мур био пријатељ дуги низ година: "Такође бих се захвалио Шону Конерију – без ког то не би било могуће."
Мурова аутобиографија My Word is My Bond ( 0061673889) била је објављена од стране Колинса у Сједињеним Америчким Државама у новембру 2008. године и од стране Michael O'Mara Books Ltd у Великој Британији 2. октобра 2008. године ( 9781843173182).
Дана 16. октобра 2012. године објављена је књига Bond on Bond у вези са педесетогодишњицом филмова о Џејмсу Бонду. Књига је са многим сликама заснована на Муровим сопственим сећањима, размишљањима и анегдотама о свим стварима 007, при чему ће део добити од продаје књиге ићи Уницеф-у.

## Књиге
- Roger Moore as James Bond: Roger Moore's Own Account of Filming Live and Let Die. 1973. ISBN 9780330236539.
- My Word Is My Bond: The Autobiography. 2008. ISBN 9781843173878.
- Bond on Bond: The Ultimate Book on 50 Years of Bond Movies. 2012. ISBN 9781843178613.
- Last Man Standing. 2014. ISBN 9781782432074. „(published as One Lucky Bastard in the United States)”
- À bientôt …. 2017. ISBN 9781782438618.

## Филмографија
| Улоге Роџер Мур |                                  |               |            |          |
| Година          | Српски назив                     | Изворни назив | Улога      | Напомена |
| 2002.           | Лудо крстарење                   | Boat Trip     |            |          |
| 2001.           |                                  |               |            |          |
| 2000.           |                                  |               |            |          |
| 2000.           |                                  |               |            |          |
| 1997.           |                                  |               |            |          |
| 1996.           | Потрага                          |               |            |          |
| 1995.           |                                  |               |            |          |
| 1992.           |                                  |               |            |          |
| 1991.           |                                  |               |            |          |
| 1990.           |                                  |               |            |          |
| 1985.           | Поглед на убиство                |               | Џејмс Бонд |          |
| 1984.           |                                  |               |            |          |
| 1983.           | Октопуси                         |               | Џејмс Бонд |          |
| 1981.           |                                  |               |            |          |
| 1981.           | Само за твоје очи                |               | Џејмс Бонд |          |
| 1980.           |                                  |               |            |          |
| 1980.           |                                  |               |            |          |
| 1980.           |                                  |               |            |          |
| 1980.           |                                  |               |            |          |
| 1980.           |                                  |               |            |          |
| 1979.           | Операција Свемир                 |               | Џејмс Бонд |          |
| 1979.           |                                  |               |            |          |
| 1979.           |                                  |               |            |          |
| 1978.           |                                  |               |            |          |
| 1977.           | Шпијун који ме је волео          |               | Џејмс Бонд |          |
| 1976.           |                                  |               |            |          |
| 1976.           |                                  |               |            |          |
| 1976.           |                                  |               |            |          |
| 1975.           |                                  |               |            |          |
| 1974.           | Злато                            |               |            |          |
| 1974.           | Човек са златним пиштољем        |               | Џејмс Бонд |          |
| 1973.           | Живи и пусти друге да умру       |               | Џејмс Бонд |          |
| 1971.           |                                  |               |            |          |
| 1971.           |                                  |               |            |          |
| 1970.           |                                  |               |            |          |
| 1969.           |                                  |               |            |          |
| 1968.           |                                  |               |            |          |
| 1967.           |                                  |               |            |          |
| 1961.           |                                  |               |            |          |
| 1961.           |                                  |               |            |          |
| 1961.           |                                  |               |            |          |
| 1959.           |                                  |               |            |          |
| 1956.           |                                  |               |            |          |
| 1955.           |                                  |               |            |          |
| 1955.           |                                  |               |            |          |
| 1954.           | Кад сам последњи пут видео Париз |               |            |          |
| 1953.           |                                  |               |            |          |
| 1953.           |                                  |               |            |          |
| 1950.           |                                  |               |            |          |
| 1949.           | Франсис                          |               |            |          |
| 1937.           |                                  |               |            |          |

### Познати глумци са којима је сарађивао
- Кристофер Вокен (Поглед на убиство)
- Џон Хјустон (Шерлок Холмс у Њујорку)
- Берт Рејнолдс (Трка Кенонбола)
- Фара Фосит (Трка Кенонбола)
- Дин Мартин (Трка Кенонбола)

## Занимљивости
Када је писан сценарио за први филм о тајном агенту Џејмсу Бонду, Доктор Но, за главну улогу је био предвиђен Роџер Мур. Међутим, он је био заузет обавезама снимања серије „Светац“, па је улога понуђена Шону Конерију. Када је 1973. године Конери „због старости“ престао да глуми насловну улогу овог серијала, улога је „враћена“ Роџеру Муру, иако је старији од Конерија.
Због свог „наслеђа“ је каријеру као агент Бонд почео уз етикету „човек који је наследио Шона Конерија“, а због шест снимљених филмова о тајном агенту Бонду (последњи „Поглед на убиство“ 1985. године) исту Бонд-каријеру завршио са етикетом „један филм више“ (када је снимао овај филм имао је 57 година).
Постављен је за амбасадора УНИЦЕФ-а.